# Joël Abati
Joël Abati (Fort-de-France, Martinique, 25 april 1970) is een voormalige handbalspeler en coach uit Frankrijk. 
In november 2019 werd Abati coach van het Belgische Sporting Pelt.

## Erelijst
Internationaal - Nationale ploeg
- Olympische Spelen
  -  2008
  - 40 2004
- Wereldkampioenschap
  -  2001, 2009
  -  2003, 2005
- Europees kampioenschap
  -  2006
  -  2008

Internationaal - Club
- EHF Champions League
  - 2002
- EHF Cup
  - 1999, 2001, 2007

Nationale competitie
 Duitsland
- Landskampioen
  - 2001

 Frankrijk
- Landskampioen
  - 2008, 2009
- Bekerwinnaar
  - 1997, 2008, 2009
- League Cup
  - 2008